# Динаев, Мурат Амербиевич
Мурат Амербиевич Динаев (8 января 1980) — казахстанский футболист, сын бывшего советского и казахстанского футболиста, ныне тренера Амерби Динаева.

## Карьера

### Клубная
Начал профессиональную карьеру в 1997 году в чимкентском «Жигере». После расформирования клуба в 2000 году, Динаев перешёл в другой чимкентский клуб — в «Достык».
Проведя там три сезона, в 2003 году перешёл в южно-казахстанский «Аксу-Кент». В середине сезона перешёл в другой южно-казахстанский клуб, в «Яссы-Рахат». В 2004 году вернулся в Шымкент, в «Ордабасы», где в том же году получил тяжёлую травму колена и в 24-летнем возрасте закончил свою карьеру.

### Сборная
Динаев играл в составе молодёжной сборной Казахстана, сыгравшей единственный раз в финальной части чемпионата мира (провёл 3 матча на турнире).

## Достижения
«Ордабасы»
- Бронзовый призёр Первой лиги Казахстана: 2002

«Яссы-Рахат»
- Победитель Первой лиги Казахстана: 2003

## Личная жизнь
По состоянию на 2014 год жил в Шымкенте, имел собственную фирму по производству пластиковых окон.